# Molophilus dorriganus
Molophilus dorriganus là một loài ruồi trong họ Limoniidae. Chúng phân bố ở miền Australasia.